# Efstratios Anastasiadis
Efstratios „Stratis“ Anastasiadis (* 14. August 1919 in Thessaloniki; † 25. Juni 2004 in Berlin) war ein griechischer Agrarwissenschaftler. Er war als wissenschaftlicher Mitarbeiter an der Sektion Pflanzenproduktion der Humboldt-Universität in Berlin tätig.

## Leben
Im März 1942 bestand er das Staatsexamen in der Agronomischen Forstwissenschaftlichen Fakultät der Aristoteles-Universität Thessaloniki. Von März 1941 bis Oktober 1944 war er in griechischen Widerstandsgruppen tätig, von März bis Oktober 1944 auch als bewaffneter Kämpfer; er war anerkannter Kämpfer des Nationalwiderstandes. Anschließend emigrierte er nach Jugoslawien, wo er in Bulkes (Woiwodina) als Landwirt tätig war. Anfang 1950 ging er nach Rumänien und arbeitete dort in Bukarest vier Jahre als Vorstandsratsmitglied des Vereins der griechischen Emigranten, 1955 als Landwirt im Bezirksamt Craiova, und anschließend wiederum vier Jahre im Verlag des Vereins der griechischen Emigranten. Von Rumänien aus ging er 1957 in die DDR. Von 1957 bis 1958 war er als Redakteur in der Phönix-Druckerei- und Verlag GmbH in Halle (Saale) tätig, von 1958 bis Mai 1963 als Obersetzer und Redakteur in der Bezirksleitung der SED in Halle (Saale). Ab 1963 war er wissenschaftlicher Mitarbeiter der Humboldt-Universität.
Er wurde im Dezember 1966 als Doktor der Agrarwissenschaften promoviert und erhielt im Mai 1976 die Lehrbefähigung an der Humboldt-Universität.
Im April 1979 wurde er wegen Invalidität pensioniert. Er erhielt eine Ehrenpension für Kämpfer als Verfolgter des Naziregimes.

## Werke
- Die Nachkriegsentwicklung der Landwirtschaft in Griechenland und die Auswirkungen der Assoziierung mit der EWG auf die Landwirtschaft des Landes (1966)

| Personendaten    | Personendaten                     |
| ---------------- | --------------------------------- |
| NAME             | Anastasiadis, Efstratios          |
| ALTERNATIVNAMEN  | Anastasiadis, Stratis             |
| KURZBESCHREIBUNG | griechischer Agrarwissenschaftler |
| GEBURTSDATUM     | 14. August 1919                   |
| GEBURTSORT       | Thessaloniki                      |
| STERBEDATUM      | 25. Juni 2004                     |
| STERBEORT        | Berlin                            |